# Schizachne purpurascens
Schizachne purpurascens är en gräsart som först beskrevs av John Torrey, och fick sitt nu gällande namn av Jason Richard Swallen. Schizachne purpurascens ingår i släktet Schizachne och familjen gräs.

## Underarter
Arten delas in i följande underarter:
- S. p. callosa
- S. p. capillipes

## Bildgalleri

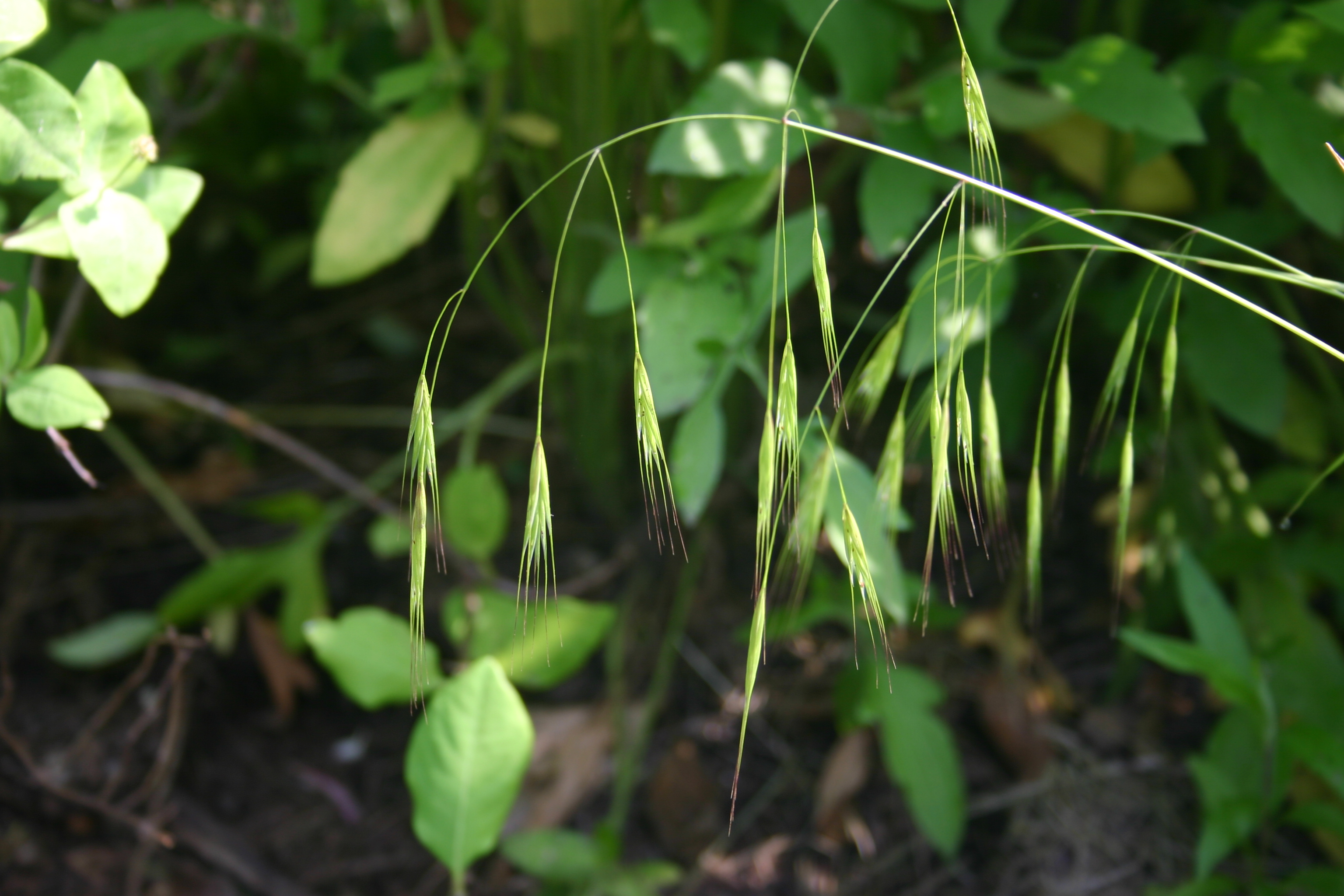